# 쓰키미

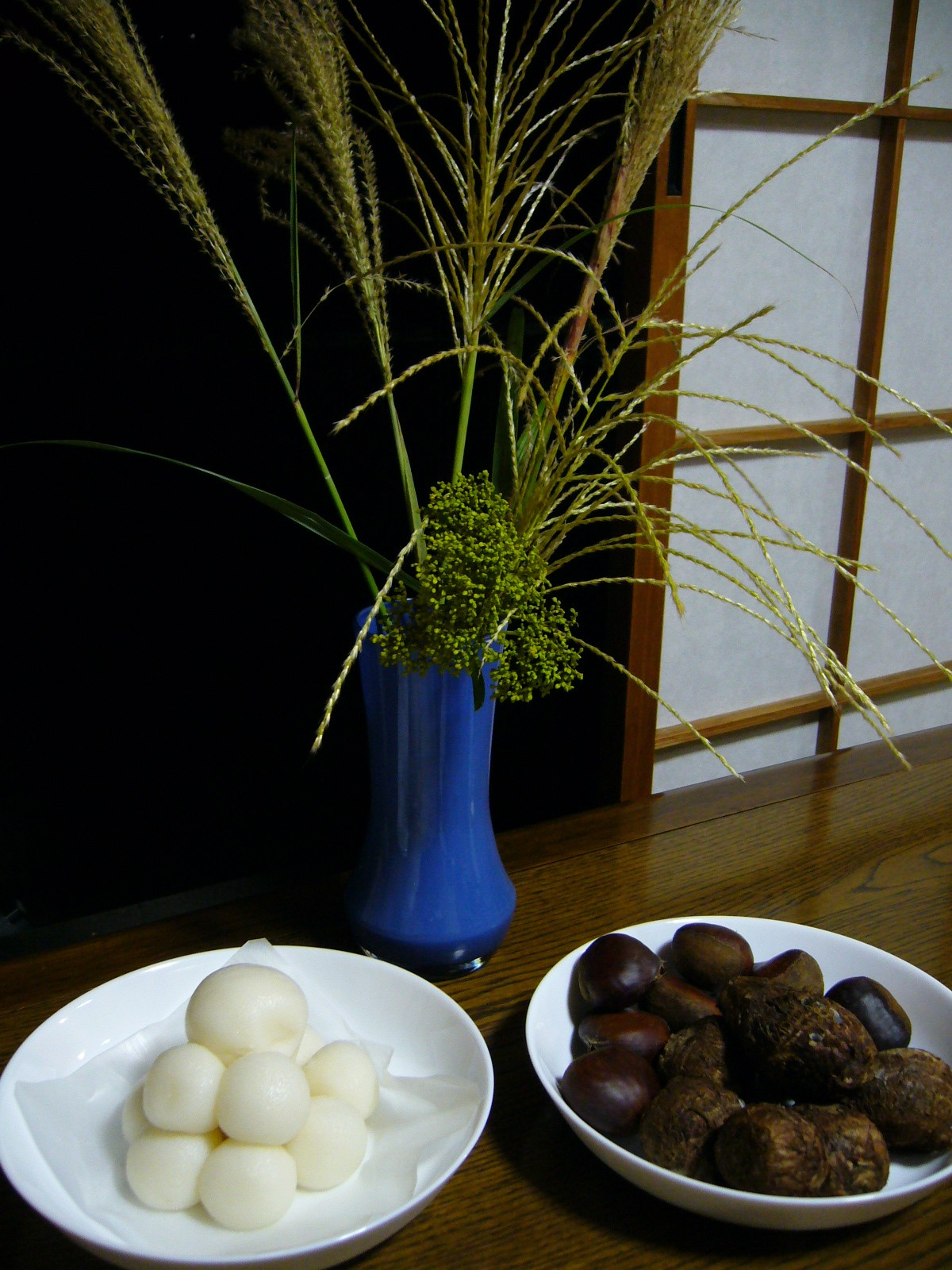

쓰키미(일본어: 月見)는 일본 문화 가운데 하나로 음력 8월 15일, 즉 중추절날 밤(팔월십오야)과 음력 9월 13일 밤(구월십삼야)에 달맞이를 하는 것이다.
음력 8월 보름날 달맞이를 하는 풍속은 당나라 때부터 찾아볼 수 있다. 송대의 『동경몽화록』에는 신분에 관계없이 거리를 거닐며 밤새 떠드는 모습을 담고 있다. 이 풍속이 정관 연간(9세기 하반기)에 일본 귀족사회에 전해졌다. 헤이안 시대의 달맞이는 점차 규모가 커져서, 연희 19년(서기 919년) 우다 법황이 일본 독자적인 십삼야 달맞이를 개최했다. 당시 일본의 달맞이는 시가(詩歌)나 관현(管絃)을 즐기며 술을 마시는 고급진 행사로, 서민들과는 인연이 멀었다. 이 시기의 달맞이는 중국이나 일본 모두 종교적인 요소는 보이지 않고, 달을 바라보며 풍류를 즐기는 행사였다.
중국은 명나라 때부터 중추절에 월병을 주고받는 습속이 시작되었다고 전여성의 『희조악사』에 기록되어 있다. 일본은 무로마치 시대에도 달맞이가 계속되었으나, 연회의 본질은 간소해졌고 무로마치 후기에 들어 달을 보고 제물을 올리는 풍습이 생겼다. 『어탕전상일기』에 보면 고요제이 천황이 가지에 뚫은 구멍을 통해 달을 보며 「명월의 축」(名月の祝)을 비는 모습이 기록되어 있다.
한편, 음력 8월 15일경은 달맞이 풍습이 성립되기 이전부터 원래 토란 수확철이었고, 일본에서도 이 날 토란을 먹는 습속이 있었다. 달맞이가 완전히 세속화된 에도 시대 전기의 기록을 보면 십오야에 이모니(토란찌개)를 먹고 밤새도록 노는 것이 일반화되어 있다. 그러나 이 때까지도 달맞이경단을 제물로 바쳤다는 기록은 보이지 않는다. 가정에서 제물을 올리는 습속이 시작되는 것은 에도 중기 이후로 보인다. 에도 후기의 세시기인 『수정만고』를 보면 십오야 날 후즈쿠에(책상) 위에 제단을 차리고 제물로 달맞이경단을 올리는데, 에도에서는 동그랗게, 게이한 지역에서는 토란 모양으로 경단을 빚는다고 적혀 있다.

## 팔월십오야
음력 8월 15일 당야에 뜨는 달을 중추의 명월(일본어: 中秋の名月 주슈노메이게쓰[*])이라고 한다. 중추란 가을을 초추(음력 7월)・중추(음력 8월)・만추(음력 9월)로 구분할 때 음력 8월을 의미한다. 이모니(토란찌개)를 먹는다고 해서 이모메이게쓰(일본어: 芋名月)라고도 한다. 음력 8월 15일은 일본의 육요(六曜)에서 불멸(佛滅)에 해당하기에 흔히 불멸명월(佛滅名月)이라고도 칭한다.
중추 밤에 구름 등으로 인해 달이 가려 보이지 않는 것을 무월(일본어: 無月 무게츠[*]), 아예 비가 오는 것을 우월(일본어: 雨月 우게츠[*])라고 하여 달이 보이지 않아도 풍류를 즐기고자 한다. 보름달은 “망”(일본어: 望 보[*])이라 했다. 하이카이에서는 음력 8월 14일 밤과 16일 밤의 달을 각각 마쓰요이(일본어: 待宵: [달을] 기다리는 밤, 또는 달맞이꽃이라는 뜻)와 이자요이(일본어: 十六夜 이자요이[*])라고 부르며 명월 전후의 달을 사랑한다.

## 팔월십오야 이외의 달맞이
음력 9월 13일에서 14일로 넘어가는 밤인 구월십삼야는 팔월십오야에 대하여 뒤의 달(일본어: 後の月 우치노 게츠[*])이라고 한다. 중국에서 전래된 십오야와 달리 십삼야는 일본 고유의 풍습이다. 제물로 풋콩이나 밤을 바치기 때문에 음력 9월 13일의 달은 콩명월(일본어: 豆名月 마메메이게츠[*]) 또는 밤명월(일본어: 栗名月 쿠리메이게츠[*])이라고 칭한다. 에도 시대의 유곽에서는 십삼야와 십오야를 모두 쇠었고, 어느 한쪽의 달맞이만 하는 손님은 카타츠키미(일본어: 片月見)라 하여 불길하게 여기고 꺼렸다. 그래서 십오야 때 유곽에 내방한 손님은 십삼야 때 다시 내방하지 않을 수 없어 십오야 때 집중적으로 유력한 손님을 호객하는 풍습이 있었다. 음력에서 윤달로 인해 윤8월 또는 윤9월이 삽입될 경우 1년에 십오야 또는 십삼야가 두 번 출현하는 경우가 있었으며, 두 번째를 후의 십오야(後の十五夜) 또는 후의 십삼야(後の十三夜)라고 한다. “후의 십삼야”는 2014년 11월 5일에 171년만에 출현했다.
음력 10월 10일 달은 십일야의 달(十日夜の月)이라 하며, 음력 8월 15일의 “중추의 명월”과 음력 9월 13일의 “뒤의 달”에 대하여 셋째 달(三の月)이라고도 한다. 그 해 수확의 끝을 알리는 달이라고 한다.
날씨에 따라 달을 볼 수 없는 경우도 있기 때문에, 지방에 따라 “달 기다리기”(일본어: 月待ち 츠키마치[*]) 풍습이 있었다. 십칠야 이후를 “서서 기다리는 달”(일본어: 立待月 타치마치즈키[*]: 음력 8월 17일), “앉아 기다리는 달”(일본어: 居待月 이마치즈키[*]: 음력 8월 18일), “누워 기다리는 달”(일본어: 寝待月 네마치즈키[*]: 음력 8월 19일), “다시 기다리는 달”(일본어: 更待月 후케마치즈키[*]: 음력 8월 20일)이라고 불렀다. 대개 이십삼야까지 기다리는 지역이 많았으나, 지역에 따라 이십육야까지 기다리는 곳도 있었다. 달빛에 아미타불・관음・세지의 삼존불이 나타난다는 핑계로 심야 2시경까지 유흥을 즐겼다. 이 풍습은 메이지 시대 이후로 급속히 쇠퇴했다.

## 달맞이 명소
일본 3대 달맞이 감상지
- 교토부 교토시 다이카쿠사 오사와못[5][6]
- 나라현 나라시 사루사와못[5][6]
- 시가현 오츠시 이시야마사[5][6]

일본 3대 명월리(名月の里)
- 나가노현 지쿠마시 오바스테산[6][7]
- 시가현 오쓰시 이시야마사[6][7]
- 고치현 고치시 카츠라하마 해안[6][7]

그 밖의 명소

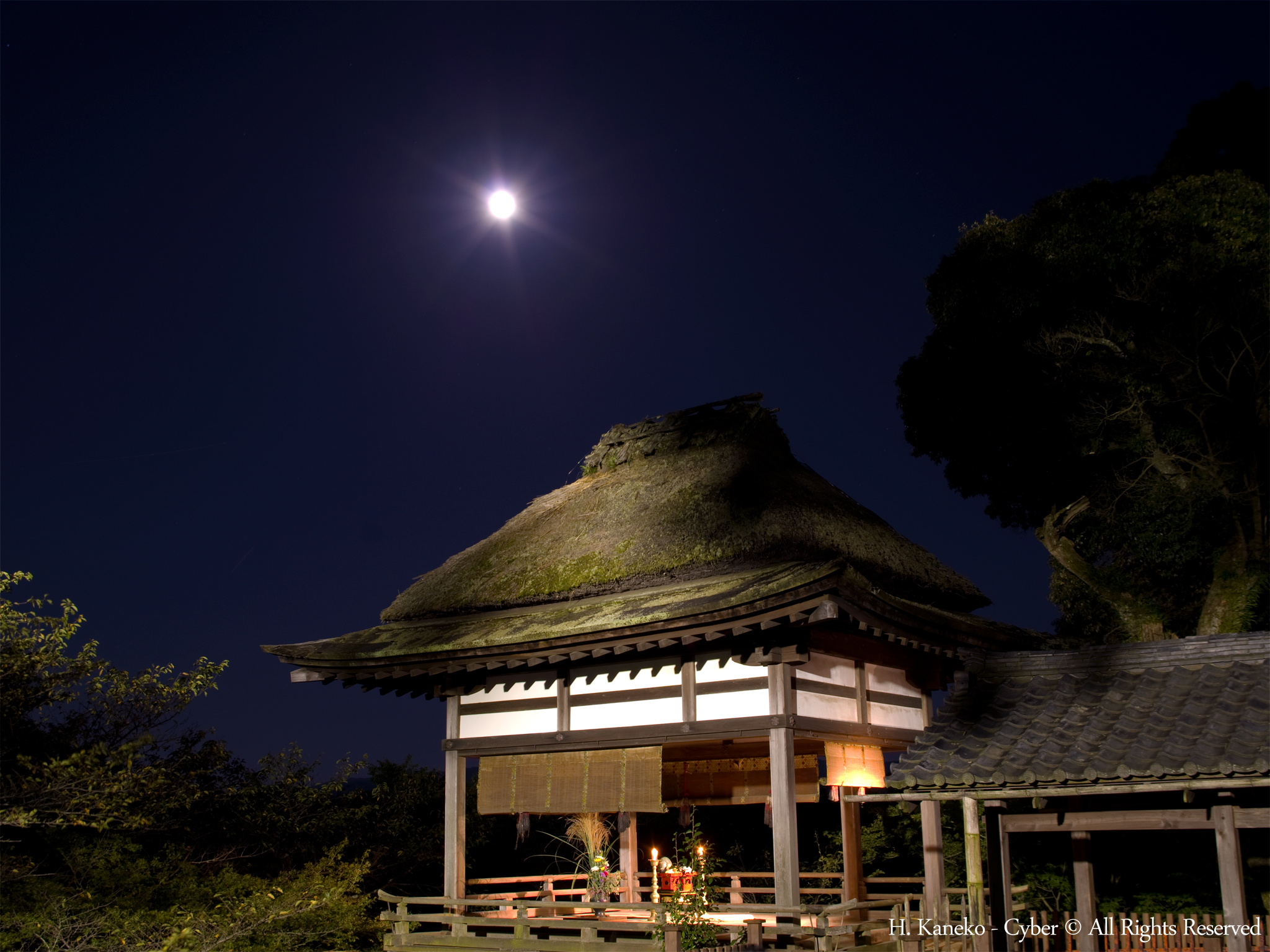
이시야마사 위에 뜬 보름달.

- 미야기현 미야기군 마쓰시마정 마쓰시마섬
- 도쿄도 지요다구 구단자카
- 미에현 이가시 이가우에노성
- 시가현 히코네시 현궁원
- 교토부 교토시 아라시야마 도게쓰교
- 나라현 나라시 가스가산 미카사산
- 효고현 히메지시 히메지성
- 야마구치현 이와쿠니시 이와쿠니성과 킷코공원
- 시마네현 마쓰에시 만간사

## 같이 보기
- 추석
- 중추절
- 하나미